# East Stone Gap
 (mars 2025).
East Stone Gap est une census-designated place située dans le comté de Wise, dans l’État de Virginie, aux États-Unis. Lors du recensement de 2020, elle comptait 537 habitants.